# Quartier de l'Orphelinat (Nouméa)
Pour les articles homonymes, voir Orphelinat.
Le quartier de l'Orphelinat à Nouméa est organisé autour de la baie du même nom, entre la pointe de l'Artillerie au nord et la pointe Chaleix au sud, et est dominé à l'est par les monts Vénus et Coffyn (où se dresse le monument de la Croix de Lorraine).

## Historique

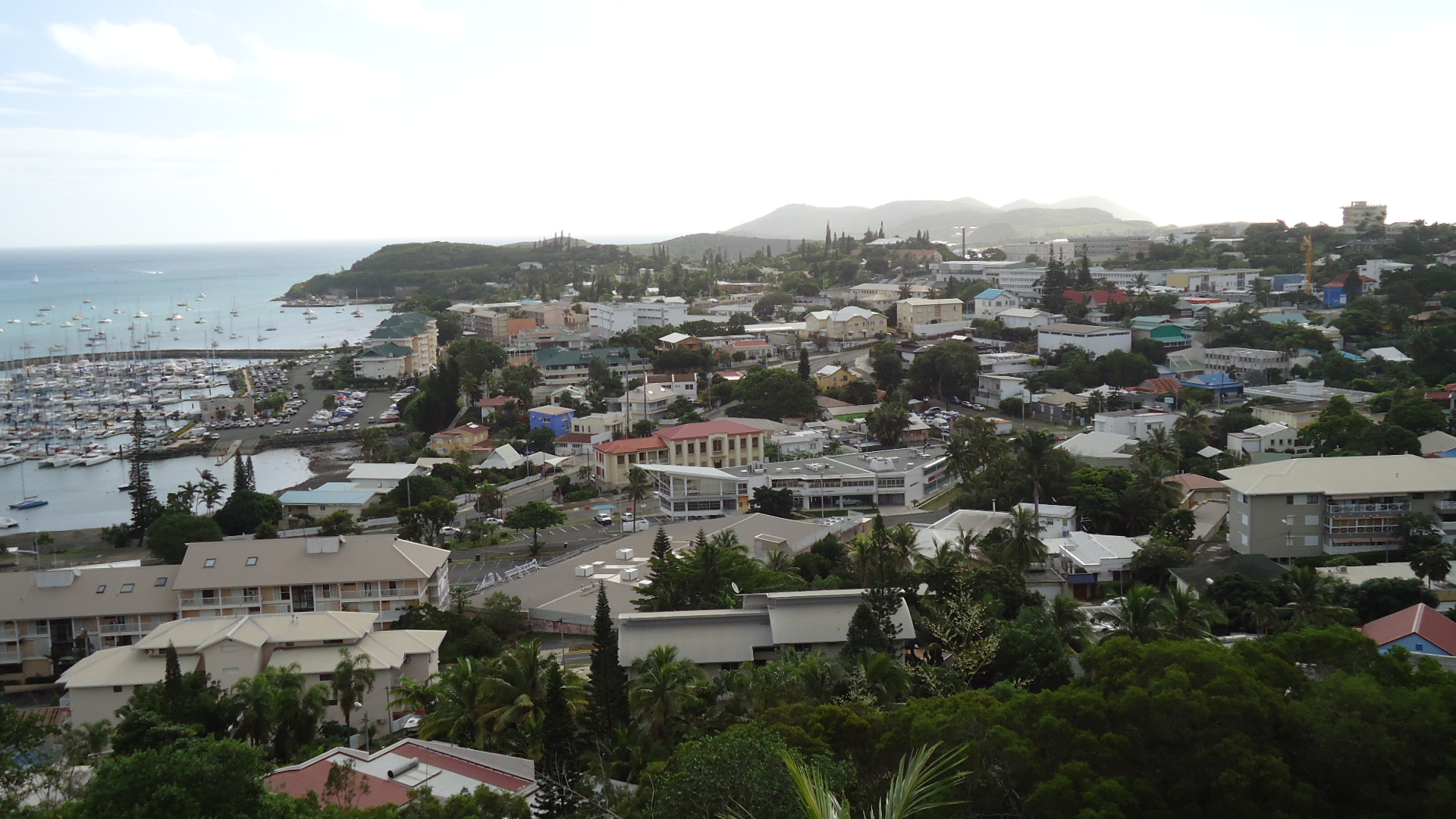
Vue sur le quartier de l'Orphelinat et de l'Artillerie depuis le Mont Vénus

### Anciens noms
D'abord appelée baie des Anglais, elle prend pendant un temps l'appellation de baie de la Bayonnaise, reprenant ainsi le nom de la corvette dont le capitaine, un certain M. Le Bris, fut commandant supérieur de la Nouvelle-Calédonie, récemment devenue française entre 1856 et 1857. À partir de 1867, elle englobe plus généralement la petite baie des Pêcheurs voisine (située entre les pointes Brunelet et Chaleix, la première ne consistant pas en soi en une véritable séparation entre les deux baies).

### L'orphelinat
Le quartier tire son nom actuel du fait que, entre 1866 et 1884, y étaient prises en charge, par les sœurs de Saint-Joseph de Cluny, les « orphelines de l'Impératrice », envoyées sous le parrainage de l'impératrice Eugénie de Montijo afin d'augmenter la population féminine de la colonie. L'orphelinat devient ensuite, lors des épidémies de peste fréquentes au début du XXe siècle, un lazaret, puis un lieu d'accueil des immigrants javanais venus travailler dans les mines.

### Un quartier industriel
Le quartier est aussi le lieu des premières activités industrielles développées à Nouméa. En 1877, MM. Le Mescam, Carbonneau et Belet fondent la première fonderie de nickel dans des ateliers situés entre les pointes Brunelet et Chaleix (à l'emplacement des actuels Port-Plaisance et le Cercle des nageurs calédoniens CNC). Elle est composée de deux hauts fourneaux. Après la faillite de la Banque Marchand, qui déstabilise fortement l'économie locale la même année, cette première usine est rachetée par la société de John Higginson. Cette dernière fusionne en 1880 avec la compagnie de Jules Garnier pour devenir la Société Le Nickel (SLN). Les Hauts fourneaux de la pointe Chaleix traitent le minerai de manière grossière pour le transférer ensuite à l'usine de Septèmes-les-Vallons au nord de Marseille. La production est arrêtée en 1885, et les infrastructures sont transportées en 1887 vers le site d'Ouroué, au nord de Thio, sur la côte est.
À cette activité métallurgique s'ajoute l'installation en 1883, à l'angle sud-est de la baie, d'une usine à gaz (d'où le nom de « Vallon du Gaz » que porte encore aujourd'hui la petite vallée donnant sur la baie où cette usine était située). Celle-ci va alimenter à partir de 1887 les premiers réverbères de la ville, allumés chaque soir. L’éclairage électrique inauguré en 1932 met un terme à l'utilité de cette usine, peu appréciée des riverains et finalement démolie en 1937. Par la suite, le quartier s'affirme, et ce jusqu'à nos jours, comme une zone résidentielle.

## Activités

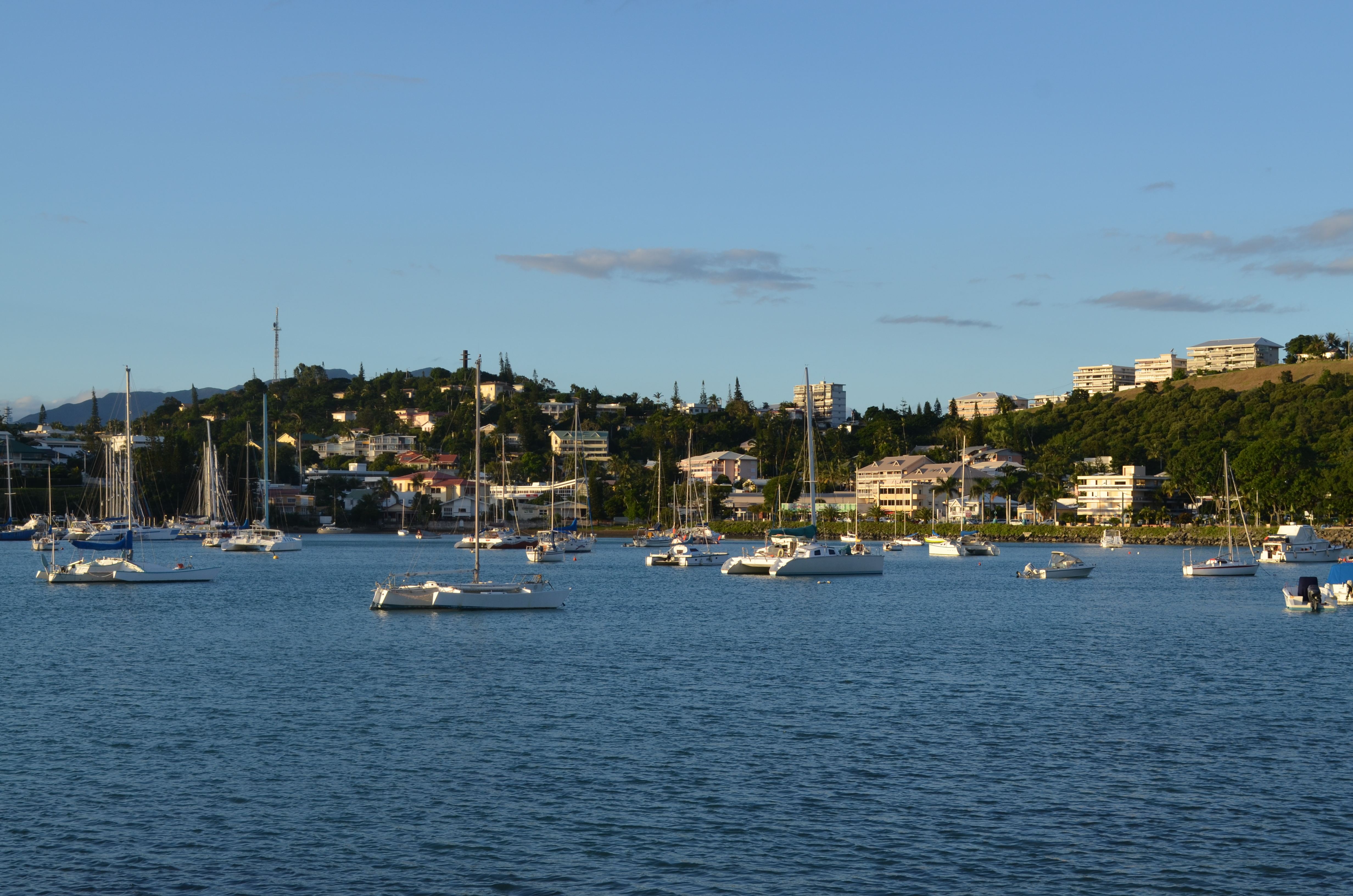
Voiliers au mouillage au fond de la baie de l'orphelinat, en 2010.

Le quartier de l'Orphelinat est aujourd'hui avant tout résidentiel. S'y ajoutent de nombreuses fonctions de loisirs, surtout tournées autour des activités nautiques de plaisance. La baie a ainsi abrité jusqu'en 1995, à la limite avec le quartier de l'Artillerie, la principale base nautique de la ville, avec l'école provinciale de voile (EPV) et le club d'optimist de la Société des régates calédoniennes (SRC), avant leur déménagement à la côte Blanche à l'extrémité sud de la presqu'île. En 1964, le Cercle nautique calédonien (CNC), lui-même créé en 1948, installe son premier clubhouse associé à sa marina privée en baie des Pêcheurs, à côté de la base navale militaire de la pointe Chaleix, tandis que le Cercle des nageurs calédoniens (CNC également) est créé et s'installe à côté avec un bassin de 25 mètres. Entre les deux CNC, se développe, à partir de 1986, le complexe de Port-Plaisance qui comprend une galerie marchande, une autre marina et des immeubles résidentiels. Dans les années 2000, le site de l'ancienne base nautique, de l'autre côté de la baie, laisse place à son tour à des immeubles résidentiels en bord de mer couplés à une marina.
Le pourtour à l'est et au sud de la baie marque également le point de départ nord-ouest du tour des baies. Il a été aménagé en promenade piétonnière et cyclable (appelée « promenade du général Simon »), entre 2003 et 2008, agrémentée d'un deck et de plantations. Une ancre de marine ayant appartenu à l'un des gros croiseurs militaires américains stationnés dans l'île durant la Seconde Guerre mondiale agrémente depuis 1953 et son inauguration par Maurice Lenormand le carrefour principal du quartier, sur la berge orientale de la baie. Ce dernier a été réaménagé en rond-point, avec toujours l'Ancre de Marine qui lui donne d'ailleurs son nom, entre 2003 et 2004,.

## Démographie
Selon le recensement de la population de 2009, le quartier de l'Orphelinat comptait 1 236 habitants, chiffre qui est passé à 1 279 personnes en 2014 puis 1 414 résidents en 2019.